# 西村浩
西村 浩（にしむら ひろし、1967年 - ）は、日本の建築家。（株）ワークヴィジョンズ代表取締役。日本大学、東北大学土木工学科非常勤講師。国土交通省東北地方整備局デザイン研修講師。日本建築学会賞、グッドデザイン賞大賞受賞。

## 経歴
- 1967年 佐賀県生まれ
- 1986年 青雲高等学校卒業[1]
- 1991年 東京大学工学部土木工学科卒業
- 1993年 東京大学大学院工学系研究科土木工学専攻修士課程修了
- 1993年 - 1999年 （株）GIA設計勤務
- 1999年 有限会社ワークヴィジョンズ設立
- 2006年 - 2011年 東北大学非常勤講師
- 現在 日本大学非常勤講師 リノベーションスクールユニットマスター

## 主な作品
- 2003年 仙台市HR邸

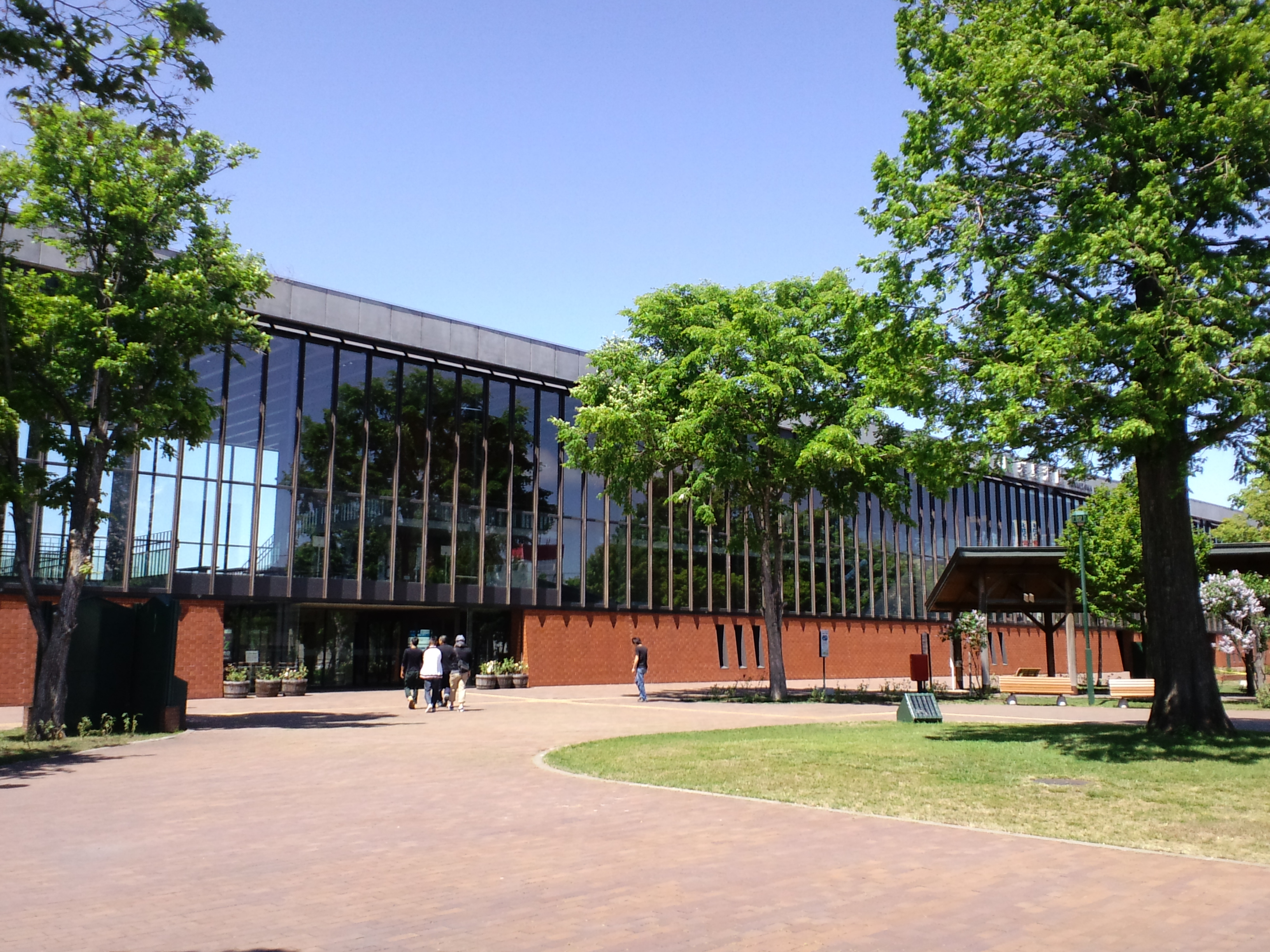
岩見沢複合駅舎

- 2004年 長崎県常盤出島橋梁群5橋 - グッドデザイン賞金賞
- 2006年 北青山Dクリニック
- 2009年 岩見沢複合駅舎 - グッドデザイン賞大賞、ブルネル賞、日本建築学会賞、アルカシア建築賞など

## 受賞
- 2004年 グッドデザイン賞金賞
- 2009年 グッドデザイン賞大賞
- 2010年 日本建築学会賞作品賞
- 2010年 BCS賞

## その他
- 土木設計競技「景観開花」（東北大学景観開花。実行委員会主催）の審査委員を歴任。